# Linan arcitibialis
Linan arcitibialis – gatunek chrząszcza z rodziny kusakowatych i podrodziny marników. Występuje endemicznie w Chinach.
Gatunek ten opisali po raz pierwszy w 2018 roku Zhang Yuqing, Li Lizhen i Yin Ziwei na łamach ZooKeys. Jako miejsce typowe wskazano Sanxian-chang w Rezerwacie przyrody Xingdoushan w chińskiej prowincji Hubei. Holotyp zdeponowano w Zbiorze Owadów Shanghai Shifan Daxue.
Chrząszcz ten osiąga od 2,47 do 2,77 mm długości i od 0,92 do 0,99 mm szerokości ciała. Głowa jest nieco dłuższa niż szeroka. Oczy złożone buduje u obu płci około 24 omatidiów. Czułki buduje jedenaście członów, z których trzy ostatnie są powiększone, a u samca ponadto człon dziewiąty jest zmodyfikowany bocznym rozszerzeniem i małym wyrostkiem u szczytu. Przedplecze jest tak szerokie jak długie. Pokrywy są znacznie szersze niż dłuższe. Zapiersie (metawentryt) u samców ma długie i na wierzchołku zwężone wyrostki. Odnóża przedniej pary mają niezmodyfikowane krętarze i uda oraz po niewielkim kolcu na szczycie goleni. Odnóża pary środkowej mają niezmodyfikowane krętarze, dobrzusznie rozszerzone pośrodku uda oraz silnie wygięte nasady goleni. Tylna para odnóży ma po krótkim i tępym wyrostku na spodach krętarzy. Genitalia samca mają asymetryczny i zwężony u szczytu płat środkowy edeagusa oraz pośrodku rozszerzone grzbietobrzusznie, a na wierzchołku zawężone paramery.
Owad ten jest endemitem Chin, znanym z kilku lokalizacji w prowincji Hubei. Spotykany był na rzędnych od 752 do 1568 m n.p.m. Zasiedla ściółkę w lasach mieszanych.